# Serieåret 1930

## Händelser

### Januari
- Musse Pigg uppträder för första gången i en seriestripp.[1]

### September
- 8 september - Blondie gör debut.

## Pristagare
- Pulitzerpriset för "Editorial Cartooning": Charles R. Macauley, Brooklyn Daily Eagle, för "Paying for a Dead Horse"

## Utgivning

### Album
- Tintin i Sovjet[2]

## Födda
- 24 januari - John Romita, Sr., amerikansk serietecknare.
- 5 februari - Ilon Wikland, estnisk-svensk illustratör.
- 18 februari - Gahan Wilson, amerikansk serieskapare och illustratör.
- 5 mars - Jean Tabary (död 2011), fransk serieskapare.
- 24 april - Howie Schneider (död 2007), amerikansk serietecknare och författare.
- 24 april - Enric Badía Romero, spansk serietecknare.
- 6 juni - Jerry Dumas (död 2016), amerikansk serieskapare.
- 16 juni - Frank Thorne, amerikansk serieskapare.
- 28 juli - Jean Roba (död 2006), belgisk serieskapare.
- 11 september - Jean-Claude Forest (död 1998), fransk serieskapare.
- 6 oktober - Ron Embleton (död 1988), brittisk serieskapare och illustratör.
- 27 oktober - Leo Baxendale (död 2017), brittisk serieskapare.
- Manuel Vázquez (död 1995), spansk serieskapare.

## Avlidna
- 3 januari - Clare Briggs, amerikansk serieskapare.

### Fotnoter
1. ↑  Korkis, Jim (August 10, 2003). "The Uncensored Mouse" Arkiverad 2 februari 2010 hämtat från the Wayback Machine. blog; Jim Hill Media.
2. ↑  ”Tintin”. http://en.tintin.com/albums/show/id/25/page/0/0/tintin-in-the-land-of-the-soviets. Läst 12 mars 2011.